# Malachi Martin
Malachi Brendan Martin, född 23 juli 1921 i Ballylongford, död 27 juli 1999 i New York, var en jesuitpräst, teolog och författare till sexton böcker om religion och geopolitik. 
Han studerade i Irland och Belgien. blev medlem i jesuitorden 1939 och prästvigd 1954. Han deltog i arkeologiska utgrävningar och studerade dödahavsrullarna Han arbetade sedan i Rom, bland annat som lärare vid Pontificio Istituto Biblico i Vatikanstaten och som sekreterare åt kardinal Augustin Bea. under sin tid i Rom deltog han också i Andra Vatikankonciliet. I mitten av 1960-talet bröt Martin med jesuitorden och flyttade till New York. Därefter satsade han på författarbanan och skrev både facklitteratur och romaner.